# Município de Ridgeville (condado de Henry, Ohio)
O município de Ridgeville (em inglês: Ridgeville Township) é um município localizado no condado de Henry no estado estadounidense de Ohio. No ano de 2010 tinha uma população de 1.091 habitantes e uma densidade populacional de 17,87 pessoas por km².

## Geografia
O município de Ridgeville encontra-se localizado nas coordenadas 41° 27′ 24″ N, 84° 17′ 07″ O. Segundo a Departamento do Censo dos Estados Unidos, o município tem uma superfície total de 61.04 km², da qual 61,04 km² correspondem a terra firme e (0 %) 0 km² é água.

## Demografia
Segundo o censo de 2010, tinha 1.091 habitantes residindo no município de Ridgeville. A densidade populacional era de 17,87 hab./km². Dos 1.091 habitantes, o município de Ridgeville estava composto pelo 96,33 % brancos, o 0,27 % eram afroamericanos, o 0,18 % eram amerindios, o 1,65 % eram de outras raças e o 1,56 % eram de uma mistura de raças. Do total da população o 4,03 % eram hispanos ou latinos de qualquer raça.